# Marlioz
Marlioz település Franciaországban, Haute-Savoie megyében. Lakosainak száma 1052 fő (2022. január 1.). Marlioz Cercier, Cernex, Chavannaz, Choisy, Contamine-Sarzin, Minzier és Sallenôves községekkel határos.

## Népesség
A település népességének változása:
| Lakosok száma | 763  | 924  | 1018 | 1012 | 1041 | 1053 | 1053 | 1052 | 1052 |
|               | 2013 | 2015 | 2016 | 2017 | 2018 | 2019 | 2020 | 2021 | 2022 |